# 246 Asporina
246 Asporina је астероид главног астероидног појаса са пречником од приближно 60,10 km.
Афел астероида је на удаљености од 2,979 астрономских јединица (АЈ) од Сунца, а перихел на 2,408 АЈ.
Ексцентрицитет орбите износи 0,105, инклинација (нагиб) орбите у односу на раван еклиптике 15,644 степени, а орбитални период износи 1615,255 дана (4,422 године).
Апсолутна магнитуда астероида је 8,62 а геометријски албедо 0,174.
Астероид је откривен 6. марта 1885. године.